# Platanthera ciliaris
Platanthera ciliaris là một loài lan.

## Tên gọi khác
- Tên phổ biến trong tiếng Anh: Yellow fringed orchid hoặc Yellow-fringed orchis (lan tua vàng).
- Orchis ciliaris L. (1753) (Basionymum)
- Habenaria ciliaris (L.) R.Br. (1813)
- Blephariglottis flaviflora Raf. (1837)
- Habenaria ciliaris var. alba (Michx.) Morong (1893)
- Blephariglottis ciliaris (L.) Rydb. (1901)

## Hình ảnh

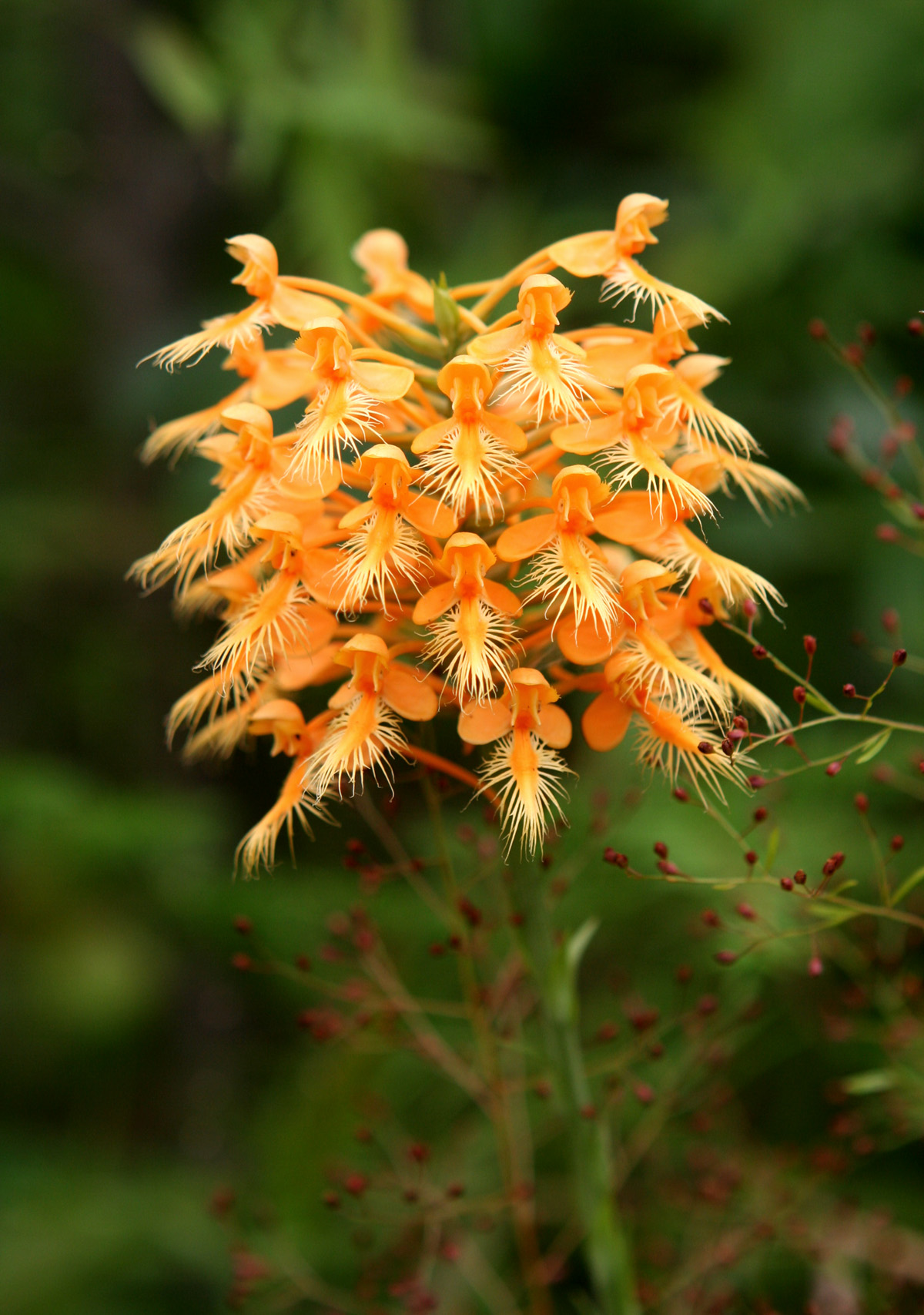
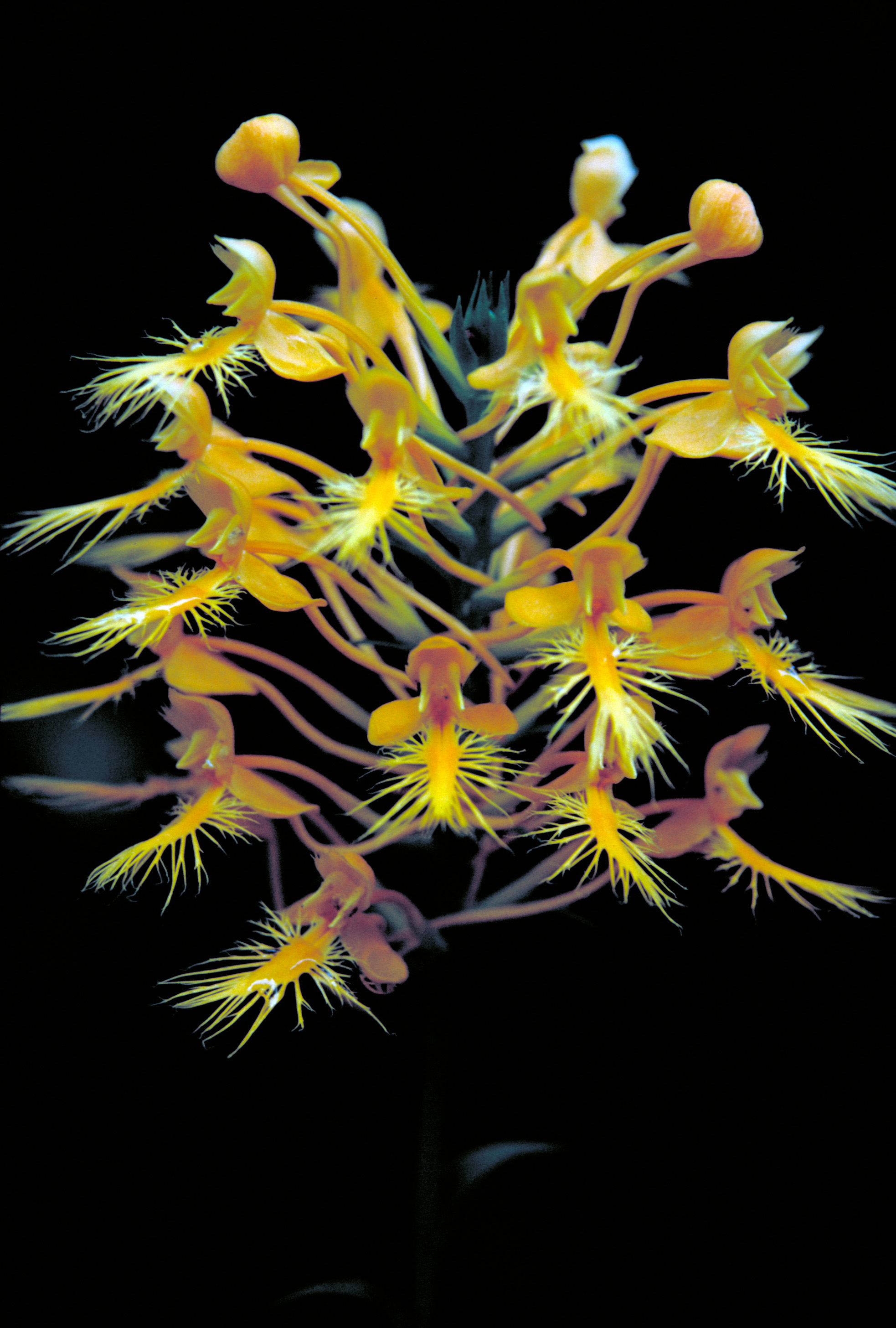
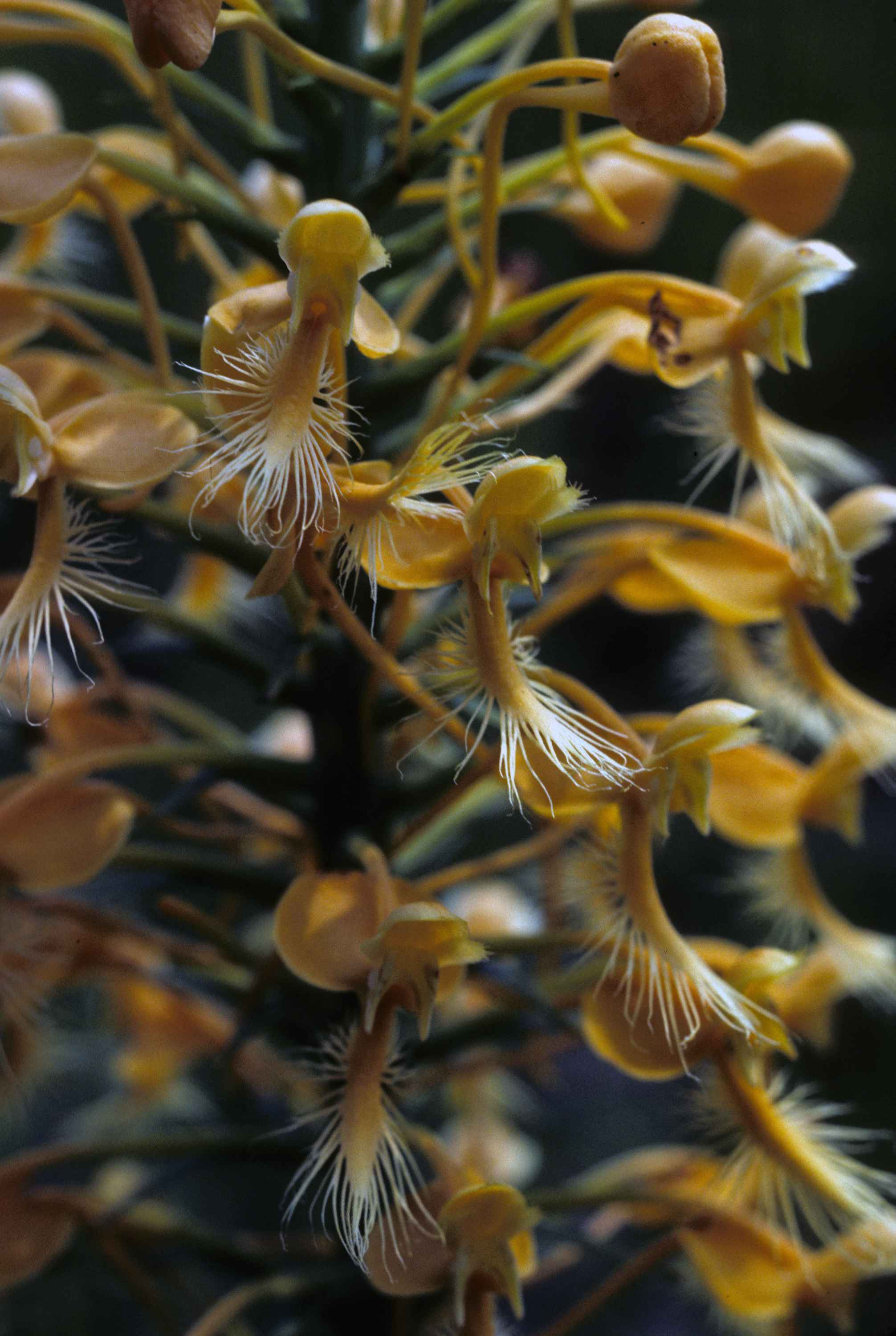